# Липская, Ева
Ева Липская (пол. Ewa Lipska; род. 8 октября 1945, Краков) — польская поэтесса, писательница, фельетонистка и редактор. Представительница польской «Новой волны».

## Биография
Родилась в 1945 году в Кракове. Высшее образование получила в Краковской академии художеств по специальности живопись и история искусства. Как поэтесса дебютировала в 1961 году на страницах еженедельника «Жице литерацке». С 1968 года член Союза польских писателей, покинула его в августе 2020 года.
В 1970—1980 годах работала редактором отдела поэзии издательства «Выдавництво литерацке». В 1975—1976 годах была стипендиаткой Университета Айовы (США). В 1981—1983 годах продолжила редакторскую деятельность работая в журнале «Писмо», одной из основательниц которого и выступила. В 1983/84 году она провела год в Западном Берлине, получив стипендию DAAD.
С 1991 года в течение 10 лет работала в польском посольстве в Вене. С 1991 года работала сначала первым секретарём, а с 1995 года советником польского посольства в Австрии. С 1991 года заместитель директора, а с 1995 года директор Польского культурного центра в Вене. С 1995 по 1997 годы директор Польского института в Вене, член польского и австрийского ПЕН -клуба, член и основатель Товарищества Польских Писателей. Как свободный лектор преподаёт в Ягеллонском университете.
Живёт и работает в Кракове.

## Творчество
Первая книга поэтессы «Стихи» вышла в свет в 1967 году и была предтечей «Новой волны», поколения, для которого главным событием стал 1968 год и которое вошло в литературу несколько лет спустя. С тех пор поэтесса издала достаточно большое количество сборников стихов, несколько избранных. Стихи её изданы во многих странах Европы. Пишет также прозу.
Существенной чертой творчества поэтессы и писательницы является самоирония, воспринятая ей вместе с опытом поэзии Виславы Шимборской. Ева Липская причастна к так называемому движению польской «Новой волны», связанному с именами Станислава Бараньчака и Адама Загаевского. Мир, созданный в этой поэзии — особенно в сборнике стихов, названном поэтессой «1999», — жесток, бессмыслен, пронизан хищным абсурдом, противовесом которому служит дисциплина поэтического слова.
Согласно мнению польских критиков Лешека Шаруга и Польки Астафьевой, творчество поэтессы создаёт мир, в котором «циркуль чертит квадрат».

## Награды
- 1971 — Премия Пелерины,
- 1973 — Премия им. Тадеуша Бурсы,
- 1973 — Премия Костельских
- 1978 — Кольцо за заслуги в жизни в Гданьске
- 1979 — Награда ПЕН-клуба им. Роберт Грейвс
- 1988 — Награда от фонда POLCUL (Австралия)
- 1992 — Награда Польского ПЕН-клуба от Фонда Бюхнера
- 1993 — Награда Фонда А. Юржиковского в Нью-Йорке
- 1998 — Золотой крест за заслуги
- 2004 — Награда ежемесячного журнала « Одра» (Вроцлав)
- 2005 — Серебряная медаль «За заслуги перед культурой» — Gloria Artis
- 2010 — Премия Наима Фрашери, премия Македонской поэзии, премия Министерства культуры Республики Косово «Мыс Доброй Надежды»
- 2012 — Звание почётного доктора Университета Яна Кохановского в Кельце
- 2017 — Литературная премия Лодзи.
- 2020 — Литературная премия столицы Польши.